# Exagamglogène autotemcel
Exagamglogène autotemcel, commercialisé sous le nom de Casgevy, est une thérapie génique utilisée pour le traitement de la drépanocytose et de la thalassémie bêta dépendant de transfusions de sang.

## Technique
Les cellules souche prélevées sur le malade sont envoyées dans un laboratoire où elles sont modifiées grâce à la technique CRISPR-Cas9. Elles sont ensuite réinjectées au malade.

## Efficacité
Selon le professeur Pablo Bartolucci, 18 mois après le traitement, 94% des malades ont l'air guéris. Toutefois, on manque de recul en 2024 pour savoir si la guérison est définitive.

## Effets indésirables
Les effets indésirables peuvent être : un faible nombre de plaquettes ou de globules blancs, des plaies dans la bouche, des nausées, des douleurs musculaires ou abdominales, de la neutropénie fébrile et de la fièvre, des démangeaisons.

## Approbation
Le traitement est approuvé en Angleterre en novembre 2023, aux Etats-Unis en décembre 2O23 et en Union Européenne en février 2024 pour des patients âgés d'au moins 12 ans. En U.E. il bénéficie d'une exclusivité de marché de 10 ans à compter du 12 février 2024.
La Haute Autorité de santé française octroie une Autorisation d’accès précoce en janvier 2024 pour des patients âgés de 12 ans à 35 ans. En juin 2024, on suppose qu'elle approuvera définitivement ce traitement malgré son coût extrêmement élevé, de l'ordre de 2 millions d'euros pour une injection unique. 
L'avis favorable de la HAS pour des patients âgés de 12 ans à 35 ans est publié en octobre 2024, sous différentes réserves, notamment une réévaluation au bout de 3 ans.